# Povos e Pragas
Povos e Pragas é um livro sobre história epidemiológica de William Hardy McNeill publicado na cidade de Nova York em 1976. Foi um sucesso crítico e popular, oferecendo uma interpretação radicalmente nova do extraordinário impacto das doenças infecciosas nas culturas como meio de ataque inimigo. O livro vai desde examinar os efeitos da varíola no México, a peste bubônica na China, até a epidemia de febre tifóide na Europa. 
Com o início da AIDS no início dos anos 80, um novo prefácio foi posteriormente adicionado ao livro. 